# Партия регионов Литвы
Партия регионов Литвы (лит. Lietuvos regionų partija, LRP, до 29 июля 2021 года — Социал-демократическая трудовая партия Литвы (СДТПЛ), лит. Lietuvos socialdemokratų darbo partija, LSDDP) — социал-демократическая партия в Литве. Основана в 2018 году.

Логотип СДТПЛ

Председателем партии с 2021 года является Йонас Пинскус. Партия входила в правительственную коалицию в парламенте Литвы, Сейме, в 2018—2020 годах. У СДТПЛ есть 50 местных отделений.
Партия была создана в результате раскола в Социал-демократической партии Литвы (СДПЛ). После решения СДПЛ о выходе из коалиции с Союзом крестьян и зелёных Литвы в 2017 году, в СДТПЛ вступили бывшие члены Трудовой партии.
На выборах в Европарламент 2019 года партия набрала 2,36% голосов и не смогла избрать ни одного представителя.

## Результаты выборов

### Сейм
| Год выборов | Голосов                            | %                                  | Мест получено | +/–                 | Правительство           |
| ----------- | ---------------------------------- | ---------------------------------- | ------------- | ------------------- | ----------------------- |
| 2020        | Не существовала откололась от СДПЛ | Не существовала откололась от СДПЛ | 3 из 141      | участвовала впервые | Вошла в коалицию с СКЗЛ |

### Европейский парламент
| Год выборов | Количество Голосов | Процент голосов | Количество мест |
| ----------- | ------------------ | --------------- | --------------- |
| 2019        | 29,592             | 2,36            | 0 из 11         |